# Adiantum rectangulare
Adiantum rectangulare är en kantbräkenväxtart som beskrevs av Carl Axel Magnus Lindman. Adiantum rectangulare ingår i släktet Adiantum och familjen Pteridaceae. Inga underarter finns listade.